# Culicoides javanicus
Culicoides javanicus är en tvåvingeart som beskrevs av Salm 1918. Culicoides javanicus ingår i släktet Culicoides och familjen svidknott. Inga underarter finns listade i Catalogue of Life.